# خاقان آريكان
خاقان آريكان (بالتركية: Hakan Arıkan)‏ هو لاعب كرة قدم تركي في مركز حراسة المرمى، ولد في 17 أغسطس 1982 في Karamürsel ‏ في تركيا. شارك مع منتخب تركيا لكرة القدم. أما مع النوادي، فقد لعب مع أنطاليا سبور وطرابزون سبور وعثمانلي سبور وكايسري سبور وكوجالي سبور ومرسين إيدمانيوردو ونادي بشكتاش.

## وصلات خارجية
- خاقان آريكان على موقع الاتحاد الأوربي (الإنجليزية)
- خاقان آريكان على موقع اتحاد تركيا (لاعب) (الإنجليزية)
- خاقان آريكان على موقع قاعدة بيانات كرة القدم.إي يو (الإنجليزية)
- خاقان آريكان على موقع ناشيونال فوتبول تيمز (الإنجليزية)
- خاقان آريكان على موقع Soccerway.com (الإنجليزية)
- خاقان آريكان على موقع عالم كرة القدم.نت (الإنجليزية)
- خاقان آريكان على موقع AS.com (الإسبانية)